# Pomeni imen asteroidov: 38001–39000
Pregled pomenov imen asteroidov (malih planetov) od številke 38001 do 39000, ki jim je Središče za male planete dodelilo številko in so pozneje dobili tudi uradno ime  v skladu z dogovorjenim načinom imenovanja. Pregled je preverjen z Schmadelovim “Slovarjem imen malih planetov” (“Dictionary of Minor Planet Names”). 
Pregled pojasnjuje izvor oziroma pomen imen asteroidov, ki ga je priznala Mednarodna astronomska zveza (IAU). Nekateri asteroidi imajo imajo dodatno pojasnilo o izvoru imena, ki pa vedno ni popolnoma zanesljivo (oznaka “†” ali “‡“). 
| Ime                 | Začasna oznaka | Izvor imena |
| 38001–38100         | 38001–38100    | 38001–38100 |
| ------------------- | -------------- | --- |
| 38019 Jeanmariepelt | 1998 LV2       | Jean-Marie Pelt, francoski botanik na Univerzi v Metzu, ustanovitelj Evropskega inštituta za ekologijo (Institut européen d’écologie ali European Institut of Ecology) † |
| 38020 Hannadam      | 1998 MP        | Hanna Smigiel, poljska prijateljica prvega odkritelja in njen sin Adam † |
| 38046 Krasnoyarsk   | 1998 SW144     | Krasnojarsk, Sibirija, Rusija, kjer je leta 1972 nemški zoolog in botanik Peter Simon Pallas (1741 – 1811) našel 700 kilogramski meteorit, ki je danes znan kot palazit † |
| 38083 Rhadamanthus  | 1999 HX11      | Radamant, mitološki sin Zeusa in Evrope, eden izmed treh sodnikov smrti v Eliziju † |
| 38086 Beowulf       | 1999 JB        | Beowulf, junak iz enega nastarejših besedil iz zgodnje Britanije † |
| 38101–38200         |                | |
| 38201–38300         |                | |
| 38203 Sanner        | 1999 MJ        | Glen Sanner, ameriški soavtor dvodelne knjige Vodič za opazovalca nočnega neba (Night Sky Observer's Guide) in član Astronomskega kluba Huachuca † Arhivirano 2005-03-06 na Wayback Machine. |
| 38237 Roche         | 1999 OF        | Édouard Albert Roche (1820 – 1883), francoski astronom in matematik † |
| 38245 Marcospontes  | 1999 PF4       | Marcos Cesar Pontes, brazilski astronavt † |
| 38250 Tartois       | 1999 QS2       | Lucien Tartois, francoski ljubiteljski astronom † |
| 38268 Zenkert       | 1999 RV32      | Arnold Zenkert, nemški pisatelj in ljubiteljski astronom † ‡ Arhivirano 2007-11-28 na Wayback Machine. |
| 38269 Gueymard      | 1999 RN33      | Adolphe G. Gueymard, ameriški poslovnež, darovalec za Observatorij George † |
| 38270 Wettzell      | 1999 RJ35      | osnovna geodetska postaja Wettzell (Geodetic Fundamental Station Wettzell) v Bavarskem gozdu (Bayerische Wald), nudi Mednarodnemu zemeljskemu referenčnemu sistemu (International Terrestrial Reference System) pogoje za opazovanje s pomočjo radijske interferometrije in laserskega spremljanja umetnih satelitov † |
| 38301–38400         |                | |
| 38401–38500         |                | |
| 38442 Szilárd       | 1999 SU6       | Leó Szilárd (1898 – 1964), madžarsko-ameriški jedrski fizik in molekularni biolog † |
| 38454 Boroson       | 1999 TB2       | Todd A. Boroson, ameriški astronom, namestnik direktorja Nacionalnega optičnega astronomskega observatorija (National Optical Astronomy Observatory ali NOAO) † |
| 38461 Jiřítrnka     | 1999 TR17      | Jiří Trnka (1912 – 1969), češki grafik, slikar, izdelovalec lutk, filmar, pisatelj in illustrator † |
| 38501–38600         |                | |
| 38540 Stevens       | 1999 VG2       | Berton L. Stevens, ameriškiljubiteljski astronom na Observatoriju Desert Moon blizu mesta Las Cruces † |
| 38541 Rustichelli   | 1999 VT6       | Vittorio Rustichelli, italijanski izdelovalec teleskopov in ljubiteljski astronom † |
| 38601–38700         |                | |
| 38628 Huya          | 2000 EB173     | Huya, bog dežja Indijancev Wayuu v Venezueli in Kolumbiji † |
| 38671 Verdaguer     | 2000 PZ6       | Jacint Verdaguer (1845 – 1902), španski (katalonski) pesnik † |
| 38674 Těšínsko      | 2000 PT8       | Těšínsko, področje v jugovzhodnem delu Šlezije, v letu 1920 je bila razdeljeno med Češkoslovaško in Poljsko † |
| 38684 Velehrad      | 2000 QK9       | vas Velehrad, Moravska, Češka, tradicionalni sedež Veliko Moravskih princes in nadškofa Metodija † |
| 38701–38800         |                | |
| 38801–38900         |                | |
| 38821 Linchinghsia  | 2000 RJ78      | Lin Čing Hsia (rojena 1954), kitajska igralka † |
| 38901–39000         |                | |
| 38962 Chuwinghung   | 2000 TN2       | Chu Wing Hung (Alan Chu), kitajski ljubiteljski astronom, sestavljalec lunarnega atlasa z naslovom Photographic Moon Book † ‡ |
| 38976 Taeve         | 2000 UR        | Nickname of Gustav Adolf Schur, nemški kolesar † |
| 38980 Gaoyaojie     | 2000 UJ2       | Gao yao-jie, kitajski doktor medicine, začetnik zaščite pred AIDS-om na Kitajskem in dobitnik nagrade Jonathana Manna leta 2001 za svetovno zdravstvo in človekove pravice 2007 † ‡ |

| Predhodnik: 37001–38000 | Pomeni imen asteroidov Seznam asteroidov (38001-38250) Seznam asteroidov (38251-38500) Seznam asteroidov (38501-38750) Seznam asteroidov (38751-39000) | Naslednik: 39001–40000 |